# Órdenes imperiales de México
Durante el siglo XIX existieron algunas condecoraciones imperiales en México, tres de las cuales fueron órdenes de caballería que fueron creadas para premiar a los jefes de Estado y personas destacadas de la sociedad durante el Primer y el Segundo Imperio, estas órdenes fueron por orden de antigüedad:
- La Orden Imperial de Nuestra Señora de Guadalupe, creada por el emperador Agustín I en 1822.

- La Orden Imperial del Águila Mexicana creada el por emperador Maximiliano I en 1865 y

- La Orden Imperial de San Carlos, fundada el 10 de abril de 1865 conjuntamente por el emperador Maximiliano y la emperatriz Carlota exclusivamente para mujeres.

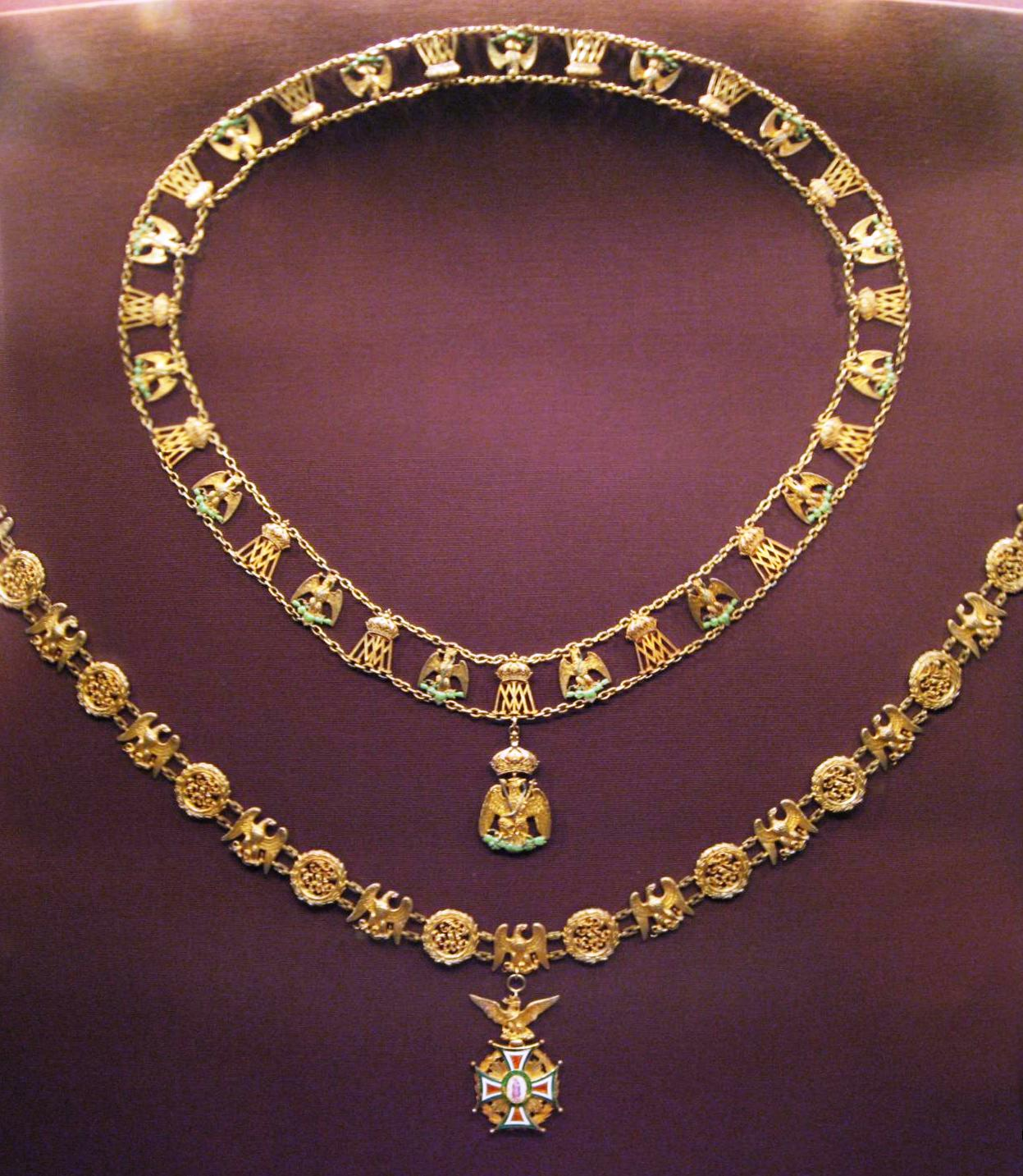
Collares de la Orden de Guadalupe y la Orden del Águila Mexicana.

Estas condecoraciones dejaron de tener validez cuando la monarquía fue abolida en 1867, sin embargo, los premiados con ellas vivieron hasta bien entrado el siglo XX.